# Olympische Sommerspiele 1992/Teilnehmer (Lesotho)
| Gelbes Symbol für Goldmedaillen mit stilisierten Olympischen Ringen | Graues Symbol für Silbermedaillen mit stilisierten Olympischen Ringen | Braundes Symbol für Bronzemedaillen mit stilisierten Olympischen Ringen |
| ------------------------------------------------------------------- | --------------------------------------------------------------------- | ----------------------------------------------------------------------- |
| —                                                                   | —                                                                     | —                                                                       |

Lesotho nahm an den Olympischen Sommerspielen 1992 in Barcelona, Spanien, mit einer Delegation von sechs Sportlern (fünf Männer und eine Frau) an acht Wettbewerben in einer Sportart teil. Es war die fünfte Teilnahme des Landes an Olympischen Sommerspielen.

## Teilnehmer nach Sportarten

### Leichtathletik
Frauen
- Mantokoane Pitso
  - 800 Meter

Runde eins: ausgeschieden in Lauf fünf (Rang acht), 2:29,77 Minuten
  - 1500 Meter

Runde eins: ausgeschieden in Lauf eins (Rang 14), 4:39,96 Minuten

Männer
- Henry Mohoanyane
  - 400 Meter

Runde eins: ausgeschieden in Lauf sieben (Rang sechs), 48,39 Sekunden

- Thabiso Moqhali
  - Marathon

Finale: 2:19:28 Stunden, Rang 33

- Tello Namane
  - 5000 Meter

Runde eins: ausgeschieden in Lauf drei (Rang 14), 14:33,04 Minuten

- Patrick Rama
  - 10.000 Meter

Runde eins: ausgeschieden in Lauf eins (Rang 21), 30:21,69 Minuten

- Bothloko Shebe
  - 100 Meter

Runde eins: ausgeschieden in Lauf zehn (Rang acht), 10,94 Sekunden
  - 200 Meter

Runde eins: ausgeschieden in Lauf eins (Rang fünf), 21,96 Sekunden